# Vina (Chorvatsko)
Vina je vesnice v Chorvatsku ve Splitsko-dalmatské župě. Je součástí města Vrgorac, od něhož se nachází 3 km jihovýchodně. V roce 2021 zde trvale žilo 115 obyvatel. Nejvíce obyvatel (264) zde žilo v roce 1948.
Vesnicí prochází župní silnice Ž6208. Nachází se zde kostel svatého Michaela Archanděla.

## Sousední sídla
| Růžice kompasu | Vrgorac |       |        | Růžice kompasu |
| Růžice kompasu | Kotezi  | Sever | Dusina | Růžice kompasu |
| Růžice kompasu | Kotezi  | Vina  | Dusina | Růžice kompasu |
| Růžice kompasu | Kotezi  | Jih   | Dusina | Růžice kompasu |
| Růžice kompasu | Umčani  |       |        | Růžice kompasu |